# 고지마 히로미
고지마 히로미(일본어: 小島 宏美, 1977년 12월 12일 ~ )는 일본의 전 축구 선수이다.

## 구단 경력
1996년 J1리그의 감바 오사카에 입단했다. 2001년까지 131경기에 출전하여, 36득점을 넣었다. 그후 콘사돌레 삿포로, 오미야 아르디자, 오이타 트리니타에서 활동했다. 2003년 J1리그의 비셀 고베로 이적했다. 2006년부터 2008년까지 FC 기후에서 뛰었다. 2008년후 현역 은퇴.

## 국가대표팀 경력
그는 2000년 4월 26일 대한민국과의 경기에서 일본 국가대표팀에 데뷔했다.

## 통계
| 일본 | 일본 | 일본 |
| 연도 | 출전 | 득점 |
| ---- | ---- | ---- |
| 2000 | 1    | 0    |
| 통산 | 1    | 0    |